# Pez (álbum de 2010)
Pez es el decimosegundo disco, y segundo disco homónimo, del grupo de rock argentino Pez. Fue grabado en enero de 2010 en los Estudios del Abasto y editado por el propio grupo de forma independiente y autogestionada.
El responsable de grabación y mezcla fue Álvaro Villagra. Fue asistido en la grabación por Mauricio Escobar, con grabaciones adicionales de Mauro Taranto. El diseño del arte de tapa fue realizado por la banda misma, con fotos de Mr. Martínez.

## Canciones
1. Latigazo (letra y música: Ariel Minimal)
2. ¡Vamos! (letra y música: Ariel Minimal)
3. Al tun tun (letra y música: Ariel Minimal)
4. Cassette (letra: Ariel Minimal; música: Franco Salvador)
5. Volar volar (letra: Ariel Minimal; música: Ariel Minimal y Pepo Limeres)
6. Las escondidas (letra: Ariel Minimal; música: Fósforo García)
7. Estableciendo comunicación (letra: Ariel Minimal; música: Franco Salvador)
8. Vos no sabés mentir (letra y música: Ariel Minimal)
9. Soñar soñar (letra y música: Ariel Minimal)
10. Un nuevo juego (letra y música: Ariel Minimal)
11. Y eso vale (letra y música: Franco Salvador)
12. Y ella besó sus manos (letra y música: Ariel Minimal)
13. Suerte de plegaria (letra y música: Ariel Minimal)

## Músicos
- Ariel Minimal: voz y guitarra
- Franco Salvador: voz y batería
- Fósforo García: voz y bajo
- Pepo Limeres: piano eléctrico y órgano

- Datos: Q5674186